# Archéologie provinciale romaine
L'archéologie provinciale romaine est une discipline de l'archéologie dont l'objectif est d'étudier les vestiges matériels ayant subsisté dans les provinces romaines. Historiquement, la recherche s'est limitée géographiquement aux provinces du Nord-Ouest.
Contrairement à une approche en histoire de l'art, qui représente l'archéologie classique, cette discipline pose des questions sur la vie quotidienne et utilise des méthodes de la Préhistoire et de la Protohistoire.
L'archéologie provinciale romaine est enseignée dans les universités allemandes de Francfort-sur-le-Main, Fribourg-en-Brisgau, Cologne, Munich et Bamberg. En Autriche, l'archéologie provinciale romaine est traitée en conjonction avec l'archéologie classique ; une priorité lui est accordée dans les universités de Vienne, Salzbourg, Graz et Innsbruck. En Suisse, la discipline peut être étudiée dans les universités de Bâle, Berne et Lausanne. Aux Pays-Bas, la discipline peut être étudiée (en anglais) à l'Université de Leyde.

## Séminaires et instituts

### Allemagne
- Département II : Archéologie des provinces romaines, histoire des provinces romaines et sciences auxiliaires de l'archéologie à l'Institut des sciences archéologiques à l'Université Johann Wolfgang Goethe de Francfort-sur-le-Main
- Archéologie provinciale romaine à l'Université de Fribourg-en-Brisgau
- Archéologie classique et archéologie des provinces romaines à l'Institut archéologique de l'Université de Cologne
- Institut d'archéologie préhistorique et protohistorique et d'archéologie provinciale romaine à l'Université Louis-et-Maximilien de Munich
- Professeur d'archéologie des provinces romaines à l'Université Otto-Friedrich de Bamberg
- Conférences sur l'archéologie des provinces romaines aux départements de la culture et des sciences de la Terre, d'histoire et d'histoire ancienne à l'Université d'Osnabrück

### Autriche
- Institut d'archéologie classique à l'Université de Vienne
- Département d'études classiques, d'archéologie classique et pré-égéenne à l'Université de Salzbourg
- Institut d'archéologie/Département d'archéologie classique et provinciale romaine à l'Université d'Innsbruck
- Institut d'archéologie à l'Université de Graz

### Pays-Bas
- Faculté d'archéologie/Département d'archéologie des provinces romaines de l'Université de Leyde

### Suisse
- Département d'archéologie des provinces romaines à l'Institut des sciences archéologiques de l'Université de Berne

## Littérature

### Monographies
- (de) Thomas Fischer [sous la dir. de], Die römischen Provinzen. Eine Einführung in ihre Archäologie, éd. Theiss, Stuttgart, 2001  (ISBN 380621591X)
- (de) Tilmann Bechert, Die Provinzen des Römischen Reiches. Einführung und Überblick, éd. Philipp von Zabern, Mayence, 1999  (ISBN 3-8053-2399-9)

### Essais
- (de) Helmut Bender, Thomas Fischer, Hans-Markus von Kaenel, Michael Mackensen et Hans Ulrich Nuber, « Archäologie der Römischen Provinzen/Provinzialrömische Archäologie an deutschen Universitäten », Archäologisches Nachrichtenblatt, n°5, 2000, pp. 312-329
- (de) Martin Ott, Die Entdeckung des Altertums. Der Umgang mit der römischen Vergangenheit Süddeutschlands im 16. Jahrhundert, éd. Michael-Lassleben-Verlag, Kallmünz, 2002  (ISBN 3-7847-3017-5)

### Périodiques
- Bericht der Römisch-Germanischen Kommission
- Bonner Jahrbücher
- Germania
- Jahrbuch des Römisch-Germanischen Zentralmuseums Mainz
- Archäologisches Korrespondenzblatt